# Region Południowo-Wschodni (Wietnam)
Region Południowo-Wschodni (wiet. Đông Nam Bộ) – region Wietnamu, w południowej części kraju. 
Jest to najbardziej rozwinięty ekonomicznie i najbardziej zurbanizowany region Wietnamu (ponad 50% ludzi mieszka w miastach).

## Podział administracyjny
W skład regionu wchodzi siedem prowincji oraz jedno miasto wydzielone.

### Prowincje
- Đồng Nai
- Bình Dương
- Bà Rịa-Vũng Tàu
- Bình Phước
- Tây Ninh
- Bình Thuận
- Lâm Đồng

### Miasta wydzielone
- Ho Chi Minh